# Mezoregion Pojezierza Ełckiego
Mezoregion Pojezierza Ełckiego (II.6) – mezoregion przyrodniczo-leśny w Krainie Mazursko-Podlaskiej.
Mezoregion położony jest w północno-wschodniej Polsce w woj. warmińsko-mazurskim. Sąsiaduje z mezoregionami: Puszczy Boreckiej, Pojezierza Suwalskiego, Wigier i Rospudy, Puszczy Augustowskiej, Górnej Biebrzy, Kotliny Biebrzańskiej, Wysoczyzny Kolneńskiej, Puszcz Mazurskich, Wielkich Jezior Mazurskich, Puszczy Boreckiej. Powierzchnia mezoregionu wynosi 3410 km². Region w dużym stopniu pokrywa się z mezoregionem fizycznogeograficznym Pojezierze Ełckie.
Lasy i ekosystemy seminaturalne zajmują 21% powierzchni regionu, z czego lasy 20% (około 682km²). 83% powierzchni lasów zarządzanych jest przez Regionalną Dyrekcję Lasów Państwowych w Białymstoku (nadleśnictwa: Borki – część północna, Czerwony Dwór – część południowa, Gołdap – część północna i zachodnia, Olecko – część centralna, Szczebra – część zachodnia, Augustów – część zachodnia, Rajgród – część północna, Ełk – bez części południowej, Drygały – część południowa, Łomża – część północna, Pisz – część południowo-wschodnia).
Dominują krajobrazy naturalne glacjalne pagórkowate, rzadziej równinne i faliste oraz wzgórzowe. Niewielkie obszary zajmują krajobrazy zalewowych den dolin – akumulacyjne.
Większość regionu zajmuje pagórkowata wysoczyzna utworzona z plejstoceńskich glin zwałowych, piasków i żwirów lodowcowych zlodowacenia północnopolskiego, często występujących w morenach czołowych. Na północ od Olecka znajduje się w obszar ukształtowany w fazie pomorskiej zlodowacenia Wisły, bardziej urozmaicony krajobrazowo od części południowej. W części północnej liczniejsze są wzgórza kemowe, zaś w południowej większe powierzchnie zajmują piaski i żwiry sandrowe (najczęściej pokryte lasami). W dolinach rzek i sąsiedztwie jezior występują holoceńskie piaski, żwiry, mady rzeczne, torfy i namuły.
W krajobrazie roślinnym przeważają grądy z udziałem borów mieszanych. W okolicach Ełku występują niewielkie powierzchnie borów mieszanych i grądów w odmianie subborealnej oraz borów, borów mieszanych i grądów. Pomiędzy Oleckiem i Suwałkami położone są śródlądowe bory
sosnowe i bory mieszane w odmianie subborealnej.